# Dexter Davis (Footballspieler, 1986)
Dexter Alexander Davis (* 10. November 1986 in Greensboro, North Carolina) ist ein ehemaliger US-amerikanischer American-Football-Spieler. Er spielte auf der Position des Defensive Ends für die Seattle Seahawks in der National Football League.

## Karriere

### Seattle Seahawks
Im NFL Draft 2010 wurde Davis von den Seattle Seahawks als 236. Spieler ausgewählt. Am 16. September 2011 platzierten die Seahawks Davis auf der Injured Reserve List. Am 20. August 2012 wurde Davis von den Seahawks erneut auf der Injured Reserve List platziert. Am 16. April 2013 wurde Davis entlassen.

### Toronto Argonauts
Am 6. Juni 2014 verpflichteten die Toronto Argonauts Davis. Am 22. Juni 2014 wurde er von den Argonauts entlassen. Am 28. Juli 2014 wurde er für den Practice Squad der Argonauts verpflichtet und am 18. September 2014 in den Hauptkader befördert. Am 10. Juni 2015 wurde bekannt gegeben, dass Davis vom Profisport zurückgetreten ist.